# Polypsecadium
Polypsecadium là chi thực vật có hoa trong họ Cải.